# Барахтянка
Барахтянка — річка в Україні, у Васильківському районі Київської області, права притока Стугни (басейн Дніпра).

## Опис
Довжина річки 16 км, похил річки — 4,7 м/км. Формується з декількох безіменних струмків та водойм. Площа басейну 83,3 км².
В окремих джерелах зазначається як притока річки Вільшанки, правої притоки Рахівки, правої притоки Стугни 

## Розташування
Барахтянка бере початок у селі Митниця. Тече на південний схід через село Кулібабу, а в селі Барахти повертає на північний схід. У селі Погреби впадає в річку Стугну, праву притоку Дніпра.